# Прокопенко, Ирина Николаевна
Ирина Николаевна Прокопенко (род. 8 сентября 1926, Спас-Клепики Рязанской губернии) — русско-украинская детская писательница, прозаик.

## Биография
Ирина (девичья фамилия неизвестна) родилась 8 сентября 1926 года в городе Спас-Клепики Спас-Клепиковской волости Рязанского уезда Рязанской губернии.
1946 — окончила Московскую Высшую школу полярных работников. Работала на полярной станции (Чукотка).
Учительствовала в Днепропетровске. Работала на телевидении в редакции детских передач, была директором писательского клуба. На протяжении 26 лет руководила секцией детской литературы при Днепропетровской областной писательской организации.